# Michanowicze (stacja kolejowa)
Michanowicze (biał. Міханавічы, ros. Михановичи) – stacja kolejowa w miejscowości Michanowicze, w rejonie mińskim, w obwodzie mińskim, na Białorusi. Leży na linii Homel - Mińsk.
Stacja powstała w XIX w. na linii Kolei Libawsko-Romieńskiej, pomiędzy stacjami Mińsk i Rudzieńsk.